# (20563) 1999 RG121
A (20563) 1999 RG121 a Naprendszer kisbolygóövében található aszteroida. A LINEAR projekt keretében fedezték fel 1999. szeptember 9-én.